# St. Heinrich (Wolfsburg)

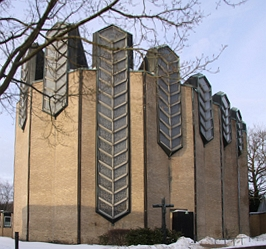
St. Heinrich

Sankt Heinrich war die katholische Kirche im Wolfsburger Stadtteil Rabenberg, der ab 1958 entstand. Die Kirche wurde 1961 nach Plänen von Peter Koller jun. erbaut, 1996 vom Institut für Denkmalpflege des Landes Niedersachsen zum Baudenkmal erklärt und 2019 profaniert.

## Geschichte
Das als Volkswagenstadt in der NS-Zeit konzipierte Wolfsburg erhielt nach Kriegsende zahlreiche moderne Kirchengebäude, darunter auch mehrere katholische. St. Heinrich war nach St. Christophorus (Schillerteich, 1951) und St. Joseph (Wohltberg, 1957) die dritte. Am 2. Juli 1960 erfolgte die Grundsteinlegung durch Generalvikar Wilhelm Offenstein; am 24. Januar 1961 wurde das Richtfest gefeiert. Am 26. August 1961 wurde die Kirche durch Bischof Heinrich Maria Janssen geweiht. Am 1. April 1962 wurde die Kirchengemeinde St. Heinrich errichtet, zu der damals rund 2.00 Katholiken gehörten. Im Frühjahr 1969 erfolgte der erste Spatenstich für das benachbarte Pfarrzentrum, das am 17. Juni 1971 eingeweiht wurde. 1971 wurde auch der Altarraum nach der Liturgiereform des Zweiten Vatikanischen Konzils umgestaltet; die Kommunionbank wurde dabei entfernt und der Altar näher zur Gemeinde hin versetzt. 1978 folgte der Einbau der heutigen Buntglasfenster und 1981/82 eine Renovierung der Kirche, bei der auch eine neue Holzdecke eingezogen und die Beleuchtung erneuert wurde. Am 1. Dezember 1985 wurde die Kirchengemeinde zur Pfarrei erhoben. Vom 1. November 2000 an war auch die Kirche St. Joseph dem Pfarrer von St. Heinrich unterstellt. Im Jahr 2000 erfolgte eine umfassende Renovierung der Kirche, bei der auch die gesamte Elektroinstallation erneuert wurde.
Seit dem 1. November 2006 gehört die Kirche zum Dekanat Wolfsburg-Helmstedt; zuvor gehörte sie zum Dekanat Wolfsburg, welches zu diesem Zeitpunkt umbenannt und um den Helmstedter Teil des damals aufgelösten Dekanats Helmstedt-Wolfenbüttel vergrößert wurde. 2008 erfolgte eine Sanierung der Kirchendaches. Seit dem 1. September 2010 gehört St. Heinrich zur Gesamtpfarrei St. Christophorus mit sechs Kirchen und 14.750 Mitgliedern (2011). Die Zahl der Gemeindemitglieder, die ihren Höchststand bei über 2.000 hatte, war inzwischen auf 574 abgesunken. Im August 2011 wurde das Pfarrbüro geschlossen, die Gemeindemitglieder werden seitdem vom Pfarrbüro an der St.-Christophorus-Kirche betreut. Auf Grund der zurückgehenden Finanzmittel sowie auch der gesunkenen Zahl der Geistlichen und Kirchenbesucher wurde 2014 beschlossen, die Kirche zu profanieren und zum Verkauf anzubieten. Am 20. Juni 2018 beschloss der Rat der Stadt Wolfsburg die Aufstellung des Bebauungsplanes Westlich Rabenberg, 3. Änderung, welcher die St.-Heinrich-Kirche einschließlich des Gemeindezentrums und des Kindergartens umfasst, um eine Nutzungsänderung dieser Gebäude zu ermöglichen. Am 23. Juni 2018 fand aufgrund des Priestermangels die letzte regelmäßige Heilige Messe in St. Heinrich statt, als Vorabendmesse zum Hochfest der Geburt Johannes des Täufers. Am 22. März 2019 erfolgte die Profanierung der Kirche durch Weihbischof Heinz-Günter Bongartz, der auch das Ewige Licht auslöschte. Dies war nach St. Maria Goretti (Meinersen), Heilige Familie (Helmstedt-Offleben), St. Joseph (Wolfsburg) und St. Elisabeth (Wolfsburg) die fünfte Profanierung einer Kirche im Dekanat Wolfsburg-Helmstedt. Das Kirchengebäude und das Gemeindezentrum wurde an einen Investor verkauft, der im Gemeindezentrum ein Architekturbüro und zwölf Studentenwohnungen eingerichtet hat. Das Kirchengebäude steht heute für Veranstaltungen verschiedener Konfessionen, darunter die Eritreisch-Orthodoxe Kirche und die Rumänisch-Orthodoxe Kirche, zur Verfügung. Die nächstliegenden katholischen Kirchen sind heute St. Christophorus und St. Raphael in knapp drei Kilometer Entfernung.

## Architektur

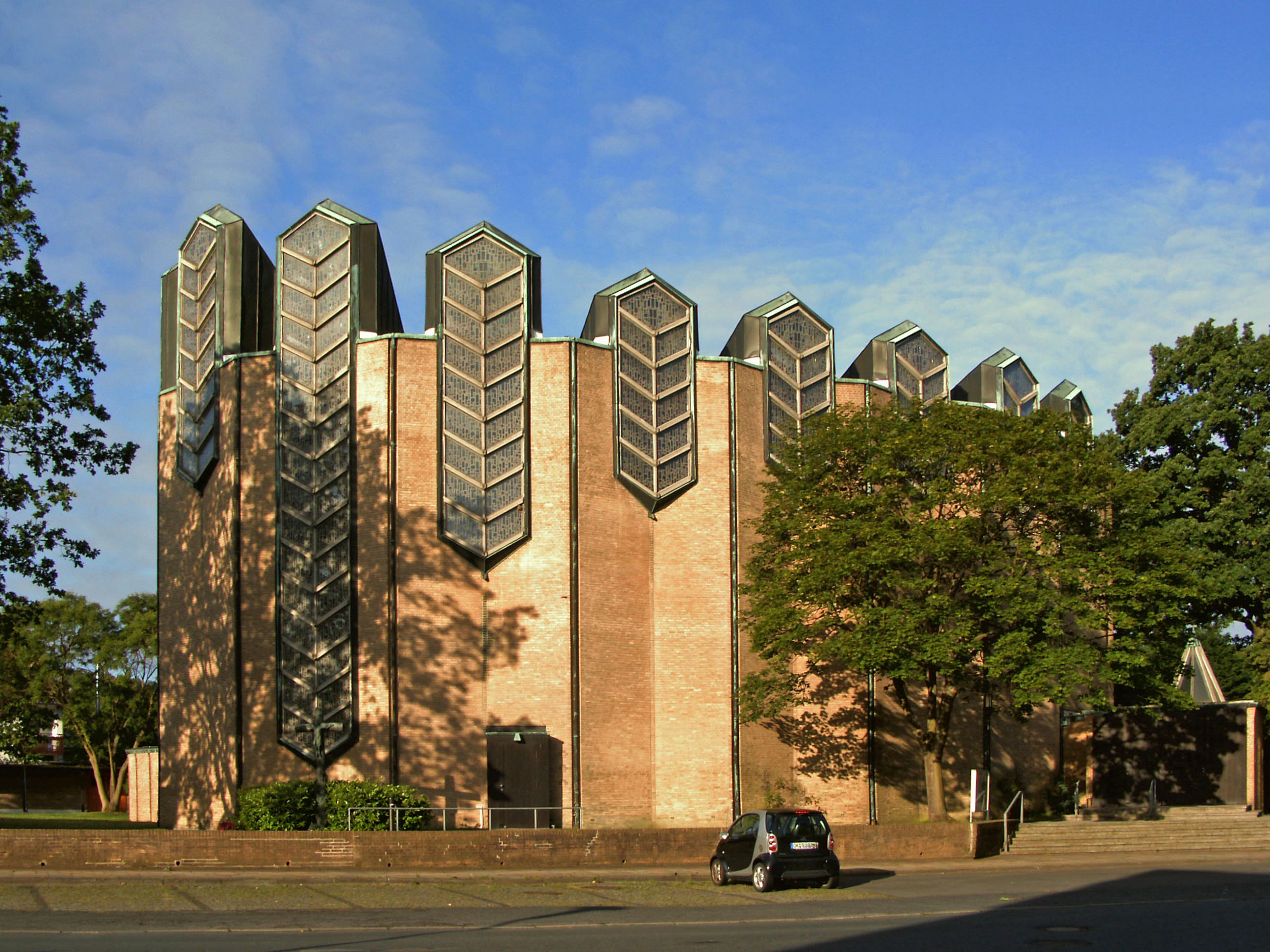
Außenansicht

Das St.-Heinrichs-Patrozinium, gewählt wegen der besonderen Verbindung des Sachsenkaisers zum Bistum Hildesheim, inspirierte den Architekten Peter Koller jun. (1934–2024), einen Sohn von Peter Koller, zu einem kronenförmigen Bauwerk. Der Grundriss ist oval, die Kirche verfügt über etwa 330 Sitzplätze. Aus dem gefalteten Beton-Mauerwerk ragen Fensterbahnen von zum Altar hin zunehmender Länge über das Gebäudedach empor. Ein ursprünglich auf der Westseite vorgesehener Turm mit einem hohen Kreuz wurde nicht realisiert.

## Ausstattung
Außen neben dem Nebeneingang steht ein großer bronzener Crucifixus, der 1987 von Claus Kilian gestaltet wurde.
Im Vorraum der Kirche, der ursprünglich eine Taufkapelle war und durch ein Oberlicht erhellt wird, befindet sich eine von Josef Hauke 1972 geschaffene Statue, die den gefesselten Christus zeigt. Das Taufbecken wurde nach dem Zweiten Vatikanischen Konzil in den Altarraum umgesetzt.
Das Altarwandbild im Innern, 1962 von Gerd Winner gestaltet, zeigt Christus als Pantokrator inmitten des Neuen Jerusalem, darunter das Buch mit sieben Siegeln. Altar, Taufbecken, Tabernakelstele, Weihwasserbecken und Osterleuchter sind vom Wolfsburger Steinmetz Johann Billen aus italienischem Marmor gefertigt. Die Altarplatte ruht auf zwölf Säulen. Der Wolfsburger Goldschmiedemeister Raimund Lange (1928–2006) schuf den mit Ähren verzierten Tabernakel, den Ambo und den Deckel des Taufbeckens. Neben dem Grundstein ist eine Spolie aus dem Dom des Bistums Bamberg, das König Heinrich im Jahre 1007 gegründet hatte, in die Wand eingelassen. Die 14 kleinen Kreuzwegstationen wurden von Schülern der Wolfsburger Eichendorff-Schule aus Kupferblech gefertigt. Unter der Orgelempore befindet sich ein Beichtstuhl.

### Orgel

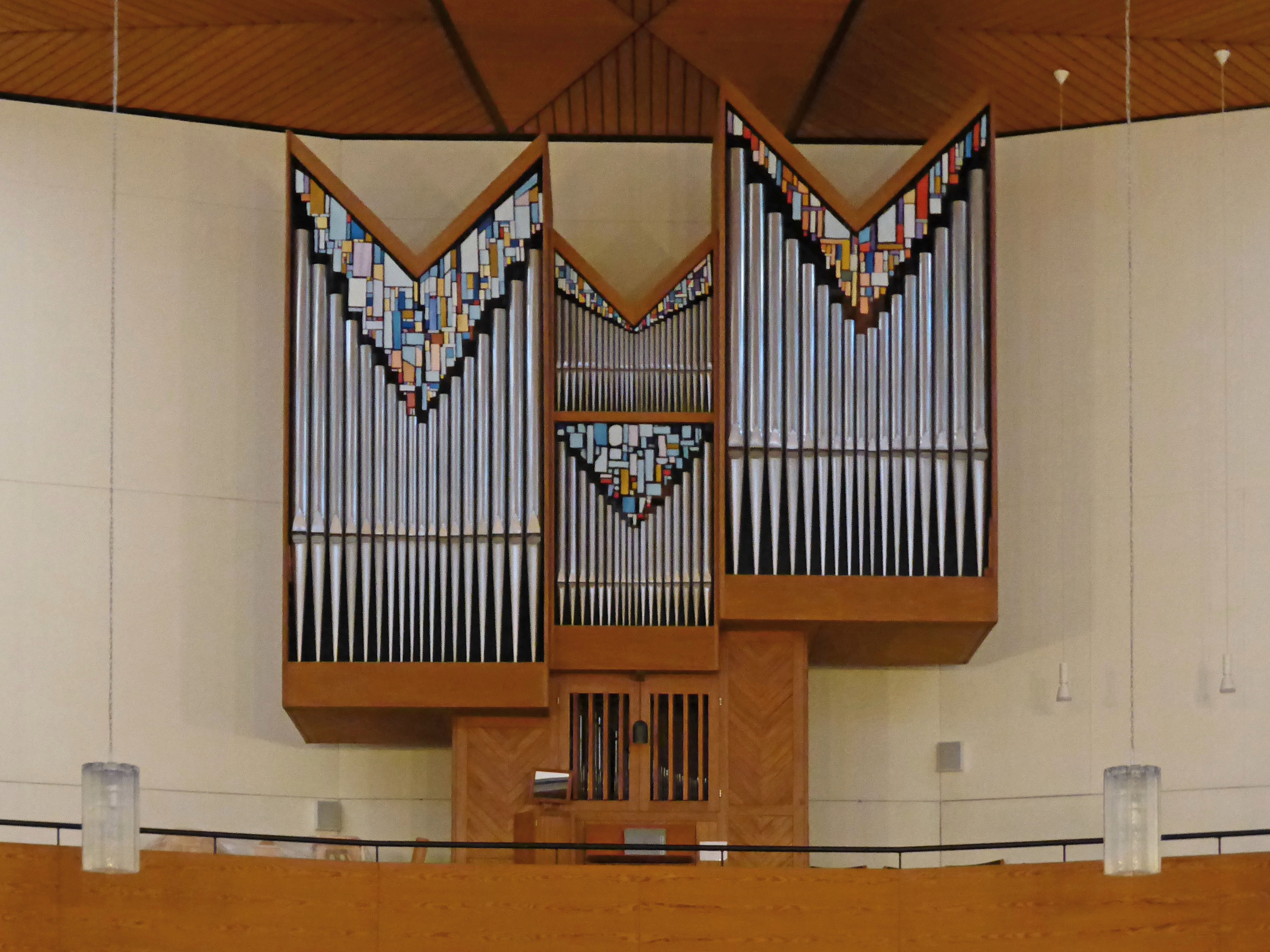
Orgel

Nachdem der Gesang der Gemeinde zunächst von einem Harmonium begleitet worden war, beschloss der Kirchenvorstand 1966 den Kauf eines gebrauchten Orgelpositivs.
Die heutige Orgel wurde 1982 von dem Orgelbauer G. Christian Lobback erbaut und am 30. Januar 1983 eingeweiht. Die Gestaltung der Fenster in Form von Ähren findet sich auch in der Orgel wieder. Das 7,20 m hohe und 5,40 m breite Schleifladen-Instrument hat 23 Register auf zwei Manualen und Pedal. Die Spieltrakturen sind mechanisch, die Registertrakturen elektrisch. Der Spieltisch ist in das 2,75 m breite Untergehäuse integriert.
| I Hauptwerk C–g3 |       |
| Pommer           | 16′   |
| Principal        | 8′    |
| Flûte harmonique | 8′    |
| Gamba            | 8′    |
| Octave           | 4′    |
| Quinte           | 2 ⁄3′ |
| Nachthorn        | 2′    |
| Flöte            | 2′    |
| Mixtur VI        | 2′    |
| Trompete         | 8′    |

| II Brustwerk C–g3 |       |
| Holzgedackt       | 8′    |
| Koppelflöte       | 4′    |
| Sesquialter II    | 2 ⁄3′ |
| Principal         | 2′    |
| Quinte            | 1 ⁄3′ |
| Scharf IV         | 1′    |
| Cromorne          | 8′    |
| Tremulant         |       |

| Pedalwerk C–f1 |       |
| Subbaß         | 16′   |
| Principal      | 8′    |
| Gedackt        | 8′    |
| Piffaro II     | 4′+2′ |
| Bombarde       | 16′   |
| Trompete       | 8′    |

- Koppeln: II/I, I/P, II/P

### Marienkapelle
Die Marienkapelle verfügt über etwa zwanzig Sitzplätze und wird durch ein Oberlicht erhellt. In ihr befinden sich eine 1971 von Josef Hauke geschaffene Marienfigur sowie ein Zelebrationsaltar. Auch Opferkerzen können hier aufgestellt werden.

## Kirchliche Einrichtungen
Im Stadtteil Rabenberg befinden sich darüber hinaus die folgenden katholischen Einrichtungen:

### Kloster
Nachdem im März 1965 Hubert Kaltenthaler (1927–2006), der erste Pfarrer der Gemeinde, verabschiedet worden war, übernahmen Patres des Montfortanerordens die seelsorgliche Betreuung der Pfarrgemeinde.
1969 wurde neben der Kirche für die Patres ein kleines Kloster erbaut. 2010 verließ der letzte Pater das Kloster.
Ab 2015 war das ehemalige Klostergebäude und das Pfarrheim von St. Heinrich für drei Jahre an die Stadt Wolfsburg vermietet, die es zur Unterbringung von Asylbewerbern nutzte. Im März 2015 zogen die ersten Bewohner ein. Die Einrichtung verfügte über 40 bis 45 Plätze und wurde im Auftrag der Stadt Wolfsburg vom bremischen Privatunternehmen Human-Care GmbH als Gemeinschaftsunterkunft Am Stemmelteich betrieben. Ende 2017 gab die Stadt Wolfsburg diese Flüchtlingsunterkunft auf, da die Zahl der neuankommenden Asylbewerber stark abgesunken war und der Mietvertrag auslief.
Im Gemeindehaus St. Heinrich fanden auch die Veranstaltungen des Christus Zentrums Wolfsburg (ehemals Lammburg) statt, einer pfingstlich-charismatischen Freikirche, die bereits seit 1952 in Wolfsburg besteht und zum Bund Freikirchlicher Pfingstgemeinden gehört. Früher fanden die Gottesdienste dieser Freikirche im CongressPark statt; ihre Jugendgruppe Youth Alive Wolfsburg hatte ihre Treffen in einem Mobilgebäude auf dem Schulhof der Goetheschule. Heute (2022) finden ihre Gottesdienste im Freizeitheim West im Stadtteil Laagberg statt.

### Kindertagesstätte
Neben der Kirche wurde am 8. Mai 1967 ein Kindergarten für zunächst zehn Kinder eröffnet. 2012 wurden in dieser Einrichtung 64 Kinder in vier Gruppen im Alter von 0 bis 6 Jahren in Krippe und Kindergarten betreut. Dieser Kindergarten ist auch nach der Profanierung der Kirche als katholische Einrichtung erhalten geblieben.

### Eichendorff-Schule
1979 zogen einige Grundschulklassen der im benachbarten Stadtteil Köhlerberg ansässigen Eichendorff-Schule in die Rabenbergschule. Seit der Schließung der Rabenbergschule (Grundschule 11) im Jahr 1997 werden alle Grundschüler der Eichendorff-Schule im Rabenberger Schulgebäude unterrichtet; weiterhin befindet sich dort heute der Schulkindergarten. Vom 19. Oktober 2014 bis zum 17. März 2019 fanden im Musikraum der Eichendorffschule die regelmäßigen Gottesdienste der evangelisch-lutherischen Stadtkirchengemeinde für den Stadtteil Rabenberg statt, bis diese wegen der gesunkenen Zahl der Besucher eingestellt wurden.

## Einzugsgebiet
Das Einzugsgebiet der Kirche umfasste die Wolfsburger Stadtteile Eichelkamp, Klieversberg und Rabenberg.